# Павлович, Николас
Николас Павлович (исп. Nicolás Pavlovich; род. 14 февраля 1978[…], Балькарсе, Буэнос-Айрес) — аргентинский футболист хорватского происхождения.

## Биография
Николас Павлович первый матч в высшем дивизионе Аргентины провёл в 20 лет. В 2001 году забил за «Ньюэллс Олд Бойз» 12 мячей. В 2002 году перешёл в «Расинг» из Авельянеды.
Летом 2003 года перебрался в российский «Сатурн». Выступления за подмосковную команду начал удачно. Забил два гола в домашнем матче с московским «Спартаком», завершившемся со счётом 3:2 в пользу «Сатурна». Всего в своём первом сезоне в России забил шесть голов.
В 2004 году отличился два раза, а в 2005 поразил ворота соперника один раз. Затем покинул «Сатурн». Позднее стал игроком немецкого «Кайзерслаутерна».
С 2008 по 2010 год выступал за «Архентинос Хуниорс», в составе которого в 2010 году стал чемпионом Аргентины.
2 июля 2010 года стал игроком мексиканской «Некаксы».
В январе 2011 года игрок подписал контракт с парагвайским клубом «Либертад».

## Титулы
- Чемпион Аргентины (1): 2010 (Клаусура)